# Plaza Ostróvskogo

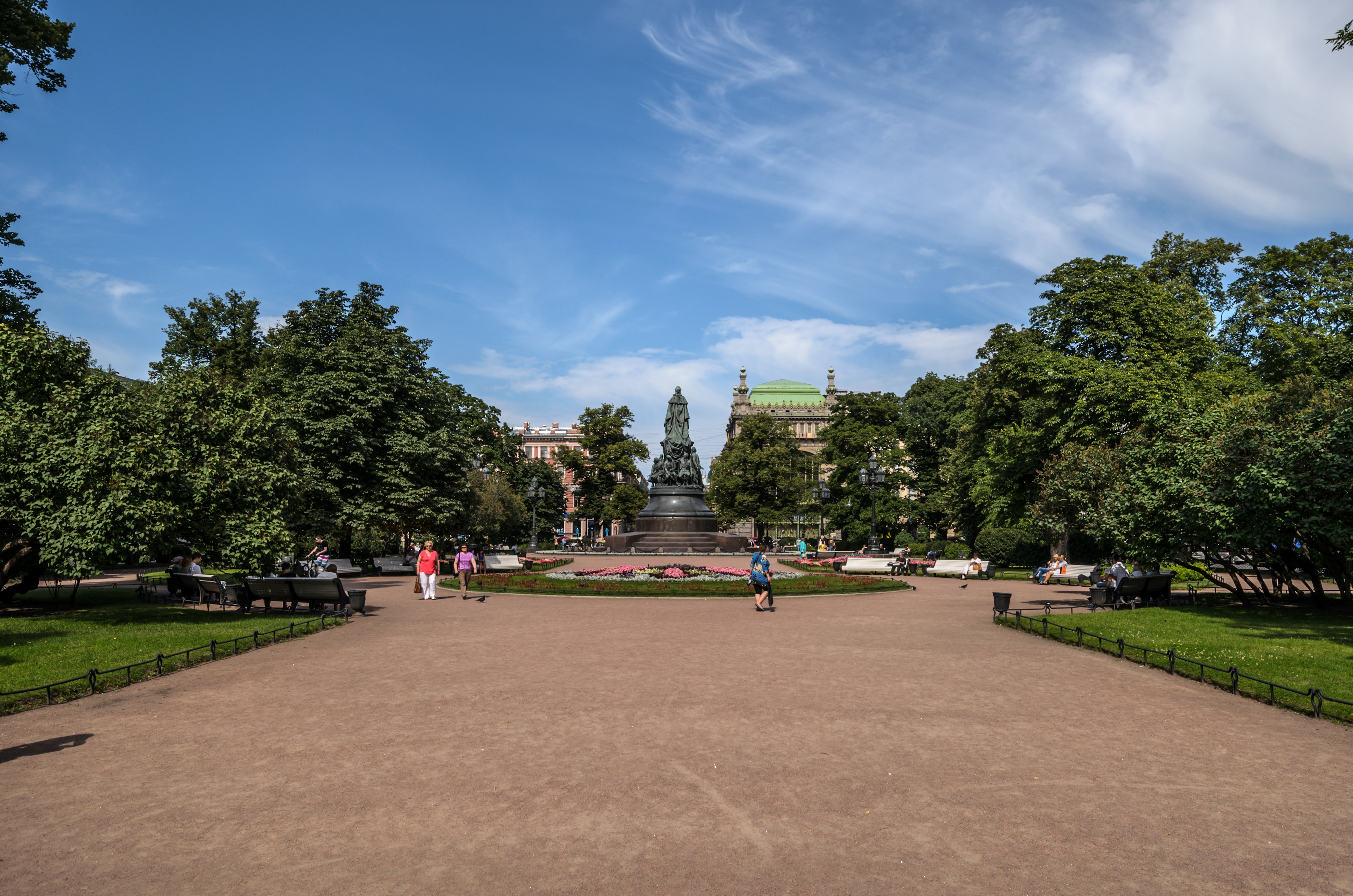

La plaza Ostróvskogo (en ruso: пло́щадь Остро́вского, literalmente Plaza de Ostrovski) es una plaza del distrito Tsentrálny de San Petersburgo ubicada en el centro histórico de la ciudad. En ella confluyen la avenida Nevski, la calle Zódchego Rossi, la calle Málaia Sadóvaia y la calleja Krylova.
La plaza contiene un conjunto arquitectónico diseñado por el arquitecto Carlo Rossi en el siglo XIX. Acoge los siguientes monumentos histórico-culturales declarados Patrimonio Cultural de Rusia: el teatro Aleksandrinski, la Biblioteca Nacional Rusa, el palacio Aníchkov, la estatua de Catalina II, el conjunto del Ministerio de Instrucción Popular y la Dirección de Teatros Imperiales de la calle Zódchego Rossi, y la sede de la Sociedad de Crédito de San Petersburgo. A pesar de que Carlo Rossi no consiguió hacer realidad la totalidad de su proyecto, el conjunto de la plaza Ostróvskogo se ha convertido en una de las más altas cumbres del urbanismo ruso. La plaza forma parte del Patrimonio Mundial en tanto que pertenece al centro histórico de San Petersburgo.

## Historia del nombre
En el plano de 1829 la plaza figura como plaza Aníchkovskaia, por el palacio Aníchkov al por aquel entonces pertenece este recinto. El 25 de agosto de 1832, recibe el nombre de plaza Aleksandrínskaia, por el Teatro Aleksandrinski situado en la misma. En los años 1851-1858 además de las denominaciones oficiales la plaza recibió el sobrenombre de Teatrálnaia (del Teatro) y en el plano de 1899 aparece un topónimo que aglutina los dos nombres: Aleksandrínskogo Teatra (del Teatro Aleksandrinski). La Guía de Mutuas y Sociedades Anónimas de 1915 registra la falsa denominación de plaza Aleksándrovskaia.
El 6 de octubre de 1923, la plaza cambia su nombre por el de Pisátelia Ostróvskogo (del Escritor Ostrovski) en honor del dramaturgo ruso Aleksandr Ostrovski (1823-1886). Aunque este no hubiera vivido en San Petersburgo, había estado estrechamente vinculado a la vida cultural de la ciudad. Desde 1859 casi todas las obras de Ostrovski eran publicadas en Sovreménnik y Otéchestvennye Zapiski y gran parte de ellas eran puestas en escena por el Teatro Aleksandrinski. Esta denominación permaneció hasta el año 1929. En paralelo aparece en el año 1925 el topónimo plaza Ostróvskogo.
Ignorando las numerosas denominaciones oficiales, los petersburgueses tienen calificativos propios para los monumentos de la plaza: Publichka para la Biblioteca Nacional de Rusia, Aleksandrinka para el teatro, el cochero de Aleksandrinka para la cuadriga de Apolo que corona el teatro, el jardincito de Katia (en referencia a la zarina Catalina II) para el jardín de la plaza. Con toda una serie de sobrenombres se conoce, asimismo, al monumento de Catalina, los más decentes de los cuales son Katka y El Sello.

## Historia

### Antecedentes

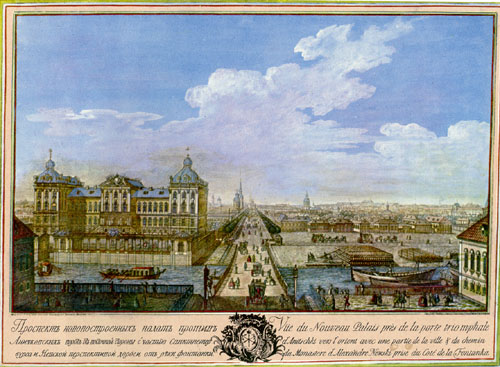
Vistas de la avenida Nevski con el Almirantazgo al fondo. Grabado de Ya. Vasílyev basado en una ilustración de Mijaíl Majáiev coloreado con acuarela, 1753.

En el siglo XVIII en las orillas del Nevá y las manzanas más próximas al río se estaba produciendo una gran concentración de obras arquitectónicas de primera magnitud, tanto por su significado como por su envergadura. La futura plaza Ostróvskogo era por entonces un arrabal. El espacio situado entre la avenida Nevski, la calle Sadóvaia y el paseo del río Fontanka estaba ocupado por los palacios Aníchkov y Vorontsov. El primero pertenecía al conde Alekséi Razumovski. El lugar de la actual plaza estaba ocupado por el jardín del palacio que se extendía hasta la calle Bolshaia Sadóvaia y el puente Chernyshov. Dentro contenía un estanque y enfrente de la calle Málaia Sadóvaia había una fuente. En el lugar de la actual Biblioteca Nacional de Rusia se hallaban un vivero y un invernadero, mientras que a lo largo de la calle Sadóvaia se extendían las casas de los jardineros y el servicio palaciego y enfrente de Gostiny Dvor se levantaba la casa del administrador del conde Razumovski. En donde actualmente se halla el teatro Aleksandrinski se encontraba el Pabellón Italiano, un edificio de madera que acogía una galería de arte.
La emperatriz Catalina II regaló el palacio Aníchkov a su valido Grigori Potiomkin. El palacio contenía la biblioteca de Potiomkin. En el Pabellón Italiano solían celebrarse fiestas y se exponían obras de arte únicas. En el año 1795 el Pabellón acogió la biblioteca de los hermanos Załuski importada de Polonia que se convertiría más tarde en el germen de la futura Biblioteca Pública Imperial.
Así describe el lugar donde se situaría la plaza Johann Gottlieb Georgi en el año 1794:

§ 167. El palacio de Aníchkov en la perspectiva de la avenida Nevski y Fontanka. La EMPERATRIZ ISABEL lo levantó en el año 1744 conforme a los planos del Conde Rastrelli para el Conde Razumovski, tras lo cual sería comprado por el tesoro para el príncipe Potiomkin de Táurica que se lo vendió al acaudalado mercader Nikita Shemiakin. Dicho edificio es grande, de 3 plantas, se sitúa en un espacio abierto y dispone de una fachada sencilla. Dan a la calle unos jardines colgantes del mismo ancho que el palacio. El jardín del palacio tiene forma de rectángulo irregular y se extiende hasta la calle Sadóvaia... A día de hoy se halla sin uso. El palacio no recibe mantenimiento y se deteriora más con cada año que pasa.

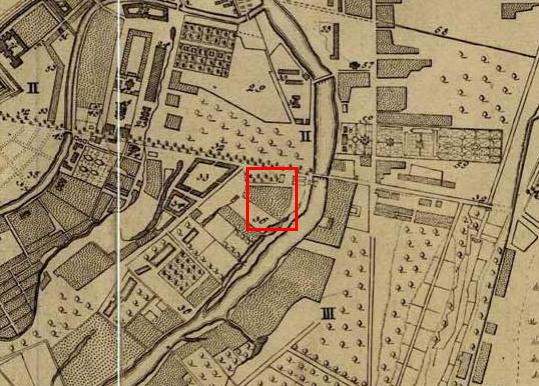
Fragmento del Plano de la Ciudad Capital Imperial de San Petersburgo elaborado en 1737

En el año 1799 la gestión del ala occidental del palacio Aníchkov es traspasada a la Dirección de Teatros. El gobernador de San Petersburgo Pável Goleníschev-Kutúzov firma un contrato con el impresario Antonio Casassi para transformar el Pabellón Italiano en un teatro. Termina la obra el arquitecto Vincenzo Brenna hacia el año 1801. El teatro pasará a la historia como el Teatro Casassi y, más tarde, como el Teatro Maly, también conocido en ocasiones como el Teatro Francés. Entre los años 1796 y 1801, siguiendo el proyecto del arquitecto Yegor Sokolov, en la esquina de la avenida Nevski con calle Sadóvaia se levanta la Biblioteca Pública. Como consecuencia de ello se reduce significativamente la extensión del jardín del Palacio Aníchkov cuya linde occidental coincidirá en adelante con el trazado actual del jardín. A comienzos del siglo XIX sobre esta línea se construyen varias casas no muy grandes de piedra y madera, propiedad de actores y otros particulares.

### Creación y desarrollo de la plaza
Hacia la década de 1810, el aforo del Teatro Mály empieza a quedarse corto y su aspecto exterior no se ajusta a la engalanada imagen de la principal arteria de la ciudad. En el año 1816, se solicitan propuestas a los arquitectos Antoine Mauduit y Carlo Rossi, del Comité de Edificación y Obras Hidráulicas. Ambos edificadores presentan sendas opciones de reestructuración de la sede del teatro y de completa reorganización del territorio adyacente, delimitado por el palacio Aníchkov y la calle Sadóvaia. Tras largas deliberaciones se escoge el proyecto de Rossi que había desarrollado unas veinte variantes del plan general para la transformación del espacio que rodearía el futuro teatro. Según su diseño la plaza Teatrálnaia, la plaza del puente Chernyshov y siete nuevas vías conectadas entre ellas y con otras arterias del centro se levantarían como un único conjunto arquitectónico. El centro quedaría dominado por el Teatro Aleksandrinski. El resultado sería un centro sociocultural de primer orden que incluiría el teatro, la biblioteca pública, sedes ministeriales y todo un sistema de calles.
Las obras comienzan en los años 1816-1818 con la edificación de dos pabellones simétricos con figuras de vítyazi creadas por Stepán Pímenov y el levantamiento de la valla que separará la parte restante del jardín del palacio Aníchkov. Así queda trazada la linde oriental de la nueva plaza y queda remarcado el papel del palacio en el conjunto. En 1828-1832, el ingenio de Rossi integra en un armónico conjunto la sede de la Biblioteca Púbica, levantada con anterioridad por Yegor Sokolov en paralelo a la calle Sadóvaia, y un enorme bloque nuevo de 90 metros de largo. Al mismo tiempo al fondo de la plaza se edifica la sede del Teatro Aleksandrinski. El teatro se convierte en uno de los más adelantados de su tiempo por lo que a su diseño, tecnología escénica y primor de los acabados exteriores e interiores se refiere. En la inauguración del teatro el 31 de agosto es interpretada la pieza patriótica de Matvéi Kriukovski Pozharski, o Moscú liberado. Detrás el teatro, sobre su mismo eje, en los años 1828-1834, se traza, siguiendo el diseño de Rossi, una calle encajonada entre dos solemnes edificios. Esta calle no tiene parangón por la armonía y la perfección de sus proporciones (mide 220 m de largo y 22 m de ancho, los mismos que miden en altura los edificios), la solemnidad de la columnata y la belleza de su perspectiva. Rossi es apartado de los trabajos sobre el conjunto por desavenencias con el contratista al negarse a dar centralidad al palacio Aníchkov. El gran arquitecto fallece en un completo olvido en el año 1849.

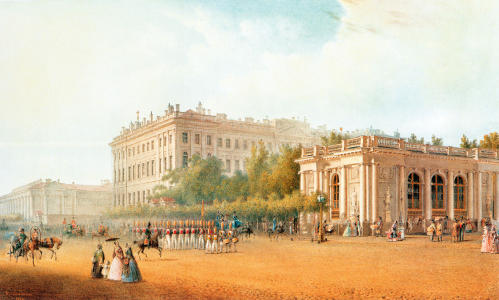
Vasili Sadóvnikov.
Vistas del Palacio Aníchkov (1862)

En verano de 1832, el maestro jardinero Yákov Fiódorov dispone en la plaza, delante del teatro, un jardín consistente en una pradera rodeada por un sinuoso caminito con cuatro salidas a la plaza. El jardín es vallado por una verja forjada con cuatro puertas de doble hoja y 30 farolas, y rodeado por una acera.
En los años 30 y comienzos de los 40 del siglo XIX, en el lado oriental de la plaza, al sur del jardín del Palacio Aníchkov, se encuentra la hacienda del mercader Markel Yézelev. Al poco este espacio es ocupado por el edificio de madera del circo equino diseñado por el arquitecto Adrián Rozén e inaugurado el 10 de octubre de 1846. En los años 50 padecería una reforma proyectada por el arquitecto V. P. Lvov. El circo sobrevive hasta el año 1867 y tres años más tarde en su lugar abre sus puertas uno de los primeros teatros de opereta de Rusia: el Teatro Buff.
A comienzos de los años 60, surge la idea de erigir en la ciudad un monumento dedicado al centenario de la subida de Catalina II al trono. Una de las propuestas, plasmada en una proporción de 1 a 16 sobre su tamaño real, se encuentra en el pabellón Grot de Tsárskoye Seló. En 1873, se instala en el centro de los jardines de la plaza Aleksandrínskaia el monumento de Catalina II. Su autor es el artista Mijaíl Mikeshin. Los diferentes tipos de granito empleados en el pedestal son transportados por vías fluviales desde el istmo de Carelia hasta el embarcadero del Jardín de Verano del Nevá y desde allí hasta su destino por una vía férrea desmontable fabricada en la planta de San-Galli. La instalación del monumento tiene un coste de 316 000 rublos; 456 896 rublos si se le añade la elaboración de medallas conmemorativas, la ceremonia de inauguración y la reforma de los jardines. Las obras duraron más de 10 años: de 1862 a 1873. La santificación tuvo lugar el 24 de noviembre de 1873.

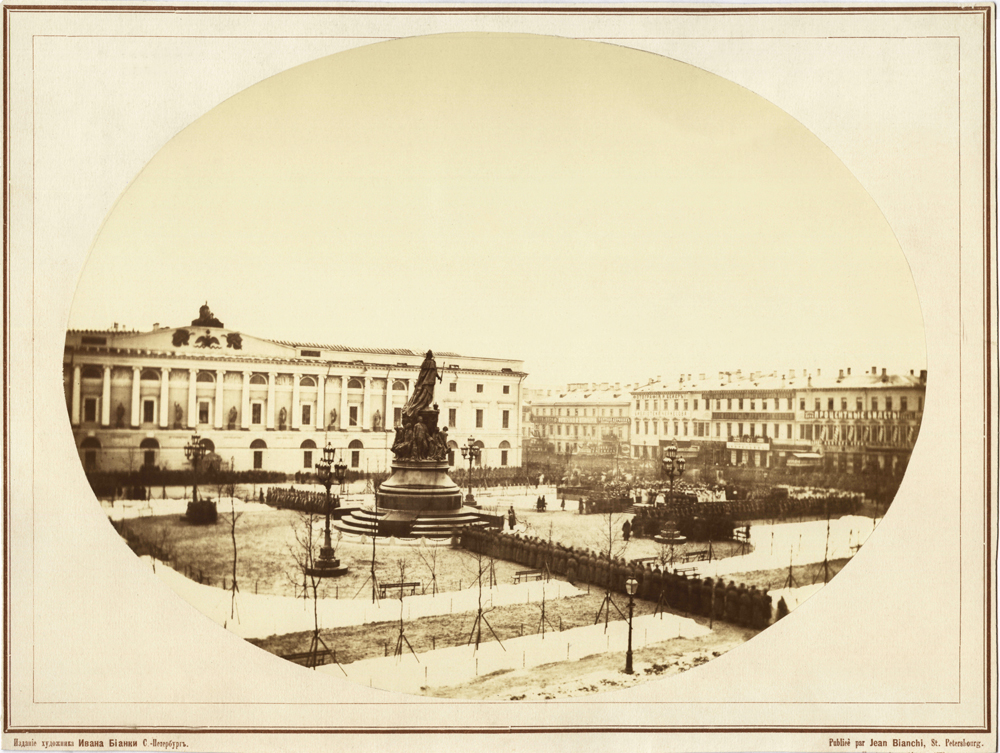
Celebración en el monumento de Catalina la Grande.
Fotografía de Iván Bianki

Al mismo tiempo, es rediseñado por el arquitecto David Grimm el jardín que rodea el monumento. El jardín cambia de orientación al alinearse su lado más alargado con la Biblioteca Pública en lugar de con la avenida Nevski. Como consecuencia de ello la superficie del jardín que rodea al monumento aumenta de 0,65 ha a 0,95, pasando ponto a ser conocido con el nombre de Yekateríninski (de Catalina).
Por disposición del emperador del 19 de noviembre de 1873, el jardín reformado pasa a ser administrado por la Dirección de la Demarcación Primera de Vías de Comunicación. Velan por el orden público en el jardín Yekateríninski tres operarios y varios guardas, tres de los cuales hacen turnos en el monumento. En 1873, se destinan 4 mil rublos al mantenimiento del jardín, si bien ya desde el año 1875 esta cantidad se reduce a 1500 rublos. La insuficiente financiación hace que para 1875 perezcan más de 90 robles y la valla se encuentre en mal estado. Se toma la resolución de pedir apoyo a los expertos de la Sociedad Rusa Imperial de Jardinería. La Sociedad recibe el encargo de restaurar el jardín por 6831 rublos, introduciendo modificaciones en su diseño, sustituyendo plantas y asumiendo el cuidado y el mantenimiento anual del monumento y del jardín por 1500 rublos al año. Las obras dan comienzo en el año 1878. La reforma del jardín se lleva a cabo conforme al proyecto del vicepresidente de la Sociedad de Jardinería Eduard von Regel y su ayudante de ajardinamiento E. Endel. Los caminos rectilíneos son sustituidos por tres plazoletas redondas interconectadas situadas sobre el eje longitudinal y dos pares de caminos curvados a los lados. Durante los próximos dos años se llevará a cabo la replantación y la instalación de una nueva valla con monogramas de Catalina II.
En los años 1876-1878, se construye la sede de la Sociedad de Crédito de San Petersburgo siguiendo el proyecto de Víktor Schröter. Desde el otoño de 1880, la sala de actos de la sede se utiliza para conciertos, recitales literarios y festejos benéficos. En ella actuarán el cuarteto de la Sociedad Rusa de Música con participación del violinista y director Leopold Auer y dará su primer concierto el círculo de amantes de la balalaika dirigido por Vasili Andréiev. El 19 de octubre de 1880, en el aniversario del Liceo, intervienen en los recitales del Fondo Literario Yákov Grot, P. Véiner, Dmitri Grigoróvich y Fiódor Dostoievski. En el año 1895, tiene lugar la primera actuación literaria de Iván Bunin. En el año 1879 se levanta el edificio del estilo neorruso de los arquitectos Nikolái Basin y Nikolái Níkonov.
Entre el 17 de abril y el 2 de mayo de 1879, se llevan a cabo en la plaza ensayos de alumbrado eléctrico organizados por la sociedad fundada por Pável Yáblochkov. En el horario nocturno de 22 a 24 horas se mostró al público el "encendido y apagado instantáneo" de cuatro de las 12 farolas eléctricas. El último día de los ensayos además el monumento de la emperatriz fue iluminado mediante reflectores.
En los años 1896-1901, se añade a la Biblioteca Pública otro bloque proyectado por el arquitecto Yevgraf Vorotílov. En el año 1911, se edifica, según el proyecto del arquitecto Aleksandr Grechánnikov la sede de la administración del Ferrocarril Moscú-Vindava-Rýbinsk.
A comienzos del siglo XX, se reforma el Jardín Yekateríninski, obras que incluirían la instalación de un sistema de drenaje, la reparación del monumento de Catalina y la instalación de un vallado alrededor del monumento, así como toda una serie de obras de excavación y albañilería.
Conforme a la división territorial administrativa de San Petersburgo de comienzos del siglo XX, la plaza pertenece al distrito policial Spasski.

### El período soviético

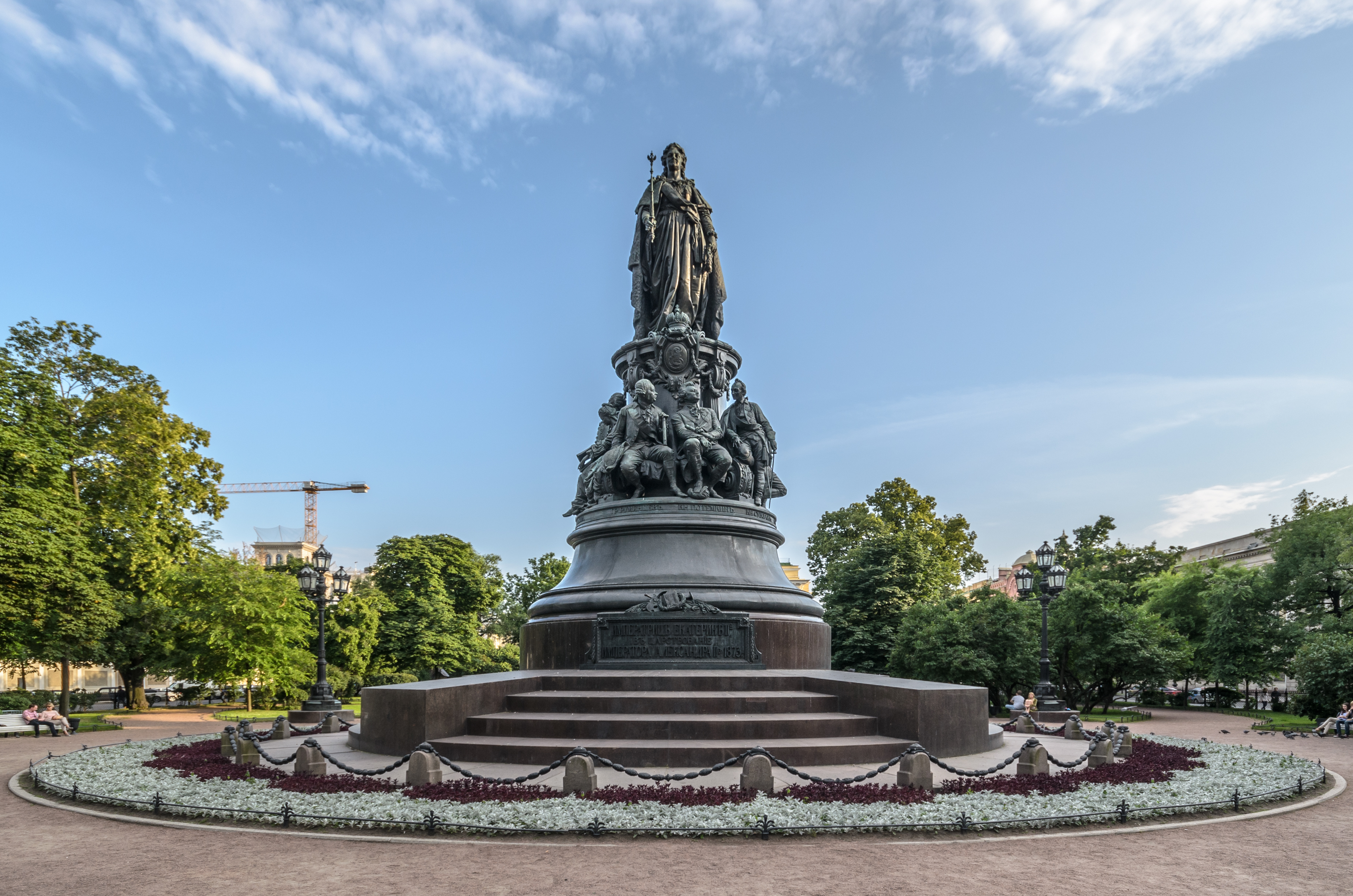
El monumento de Catalina II
en la plaza de Ostrovski

En el año 1918 en la sede de la Dirección de Teatros Imperiales se instala, en la parte orientada hacia el teatro, el Museo del Teatro. La plaza Aleksandrínskaia pasa a denominarse desde el año 1923 Pisátelia Ostróvskogo (del Escritor Ostrovski), nombre que se acortaría a mediados de los años 20 a plaza Ostróvskogo. El jardín asimismo pierde la referencia a la emperatriz y pasa a llamarse Jardín de la plaza Ostróvskogo.
En 1929-1930 se reparan las aceras y los jardines de la plaza Ostróvskogo, se instala alcantarillado de concreto, se reforma el espacio ante el teatro y el pasaje frente a la Biblioteca Pública se amplía de 2 a 6,5 m. Entre 1933 y 1935 los jardines reciben una importante repoblación de sauces, olmos, frangulas y otras especies arbóreas y arbustáceas.
A comienzos de los años 30 los órganos del Partido en Leningrado quieren desinstalar el monumento por perteneciente al Antiguo Régimen, sustituir en el pedestal la estatua de Catalina por la de Lenin con la mano extendida y sus nueve figuras por nueve representantes del "sabio politburó leninista". A finales de los años 60 a la estatua de Suvórov le será arrancada la espada de las manos. Será sustituida en dos ocasiones sin dejar de ser nunca objeto de actos vandálicos.
En el año 1932 la Biblioteca Pública recibe el nombre del escritor Mijaíl Saltykov-Schedrín y en la celebración de su 125 aniversario, en el año 1939, es distinguida con la Orden de la Bandera Roja del Trabajo. En el año 1937 el Teatro Aleksandrinski es nombrado en honor de Aleksandr Pushkin y en el año 1939 es también condecorado con la Orden de la Bandera Roja del Trabajo.
En los años del sitio de Leningrado los jardines quedan gravemente dañados. Inmediatamente tras la ruptura del cerco son despejados y reordenados. En los años 1956-1959 son rediseñados conforme al proyecto del arquitecto Valerián Kirjoglani. Las redondas plazoletas interconectada pasan a ser rectangulares. Se plantan hasta 600 plantas perennes y hasta 5000 flores bulbosas, así como más de 1000 selectos rosales de té. En aquel momento los jardines cuentan con más de 140 árboles (olmos, tilos, sauces, arces, frangulas, robles, castaños) y unos 1200 arbustos (acacias, cotoneaster, espireas, lilas). En el año 1962 se lleva a cabo una plantación adicional de rosales.

### Actualidad
Desde la reforma del exterior de la valla del Jardín Yekateríninski, en el tramo que se prolonga en paralelo a la avenida Nevski, los pintores petersburgueses exponen y venden sus obras y realizan retratos y caricaturas de los transeúntes. A la entrada del jardín los turistas y visitantes son recibidos por fotógrafos que les invitan a retratarse junto a actores disfrazados de la emperatriz Catalina II y algunos de sus validos. El jardín Yekateríninski, jardín de Katka, también viene siendo lugar de encuentro del colectivo LGBT desde tiempos zaristas. En los bancos que rodean el monumento se reúnen aficionados al ajedrez
En diciembre de 1988 el jardín Yekateríninski es declarado patrimonio nacional. En el período 1989-2001 se lleva a cabo una rehabilitación que supone una radical reorganización del espacio y la restitución del diseño de 1878. En los años 90 del pecho de bronce de la emperatriz son sustraídas la pesada cadena y la orden, así como otros accesorios. Suvórov una vez más se queda sin su espada. Los objetos son rápidamente recuperados y restituidos durante la restauración del año 2003.
En el año 1992 la Biblioteca Pública Estatal Saltykov-Schedrín pasa a denominarse, mediante Decreto del Presidente de la Federación Rusa, Biblioteca Nacional Rusa, y es declarada Patrimonio Nacional Histórico y Cultural de los Pueblos de la Federación Rusa de Especial Valor. Desde ese momento la Biblioteca Nacional Rusa asume la obligación de conservar una copia de consulta gratuita de todas las ediciones publicadas en la Federación.
En los años 2005-2006 el Teatro Aleksandrinski es objeto de una reforma general que le devuelve el aspecto original a sus interiores y lo convierte en uno de los más avanzados en lo que se refiere a la tecnología del espacio escénico. Terminada la obra, el 30 de agosto de 2006 se celebra una solemne reinauguración.
En el año 2005 comienza la construcción de un nuevo hotel de siete plantas en el espacio situado entre el jardín del Palacio Aníchkov y la sede de la Administración del Ferrocarril Oktiábrskaia. Para ello se procede a la demolición del histórico muro que separaba el Palacio Aníchkov de la plaza.
Anualmente la plaza acoge (en el espacio comprendido entre el jardín Yekateríninski, la Biblioteca Nacional Rusa y el Teatro Aleksandrinski) la Feria Láctea de Petersburgo organizada por los productores de leche de la ciudad. La feria incluye casetas de tiro, atracciones y otros entretenimientos. Asimismo cada año, entre el 14 de diciembre y el 7 de enero se instala aquí la Feria de Navidad. Incluye el tradicional mercadillo navideño con adornos de árbol de Navidad y suvenires de Año Nuevo, productos de degustación típicos de las fiestas, un "campo de juegos" con atracciones y concursos, actuaciones de grupos folclóricos, así como eventos benéficos anuales, tales como el Abecedario de Navidad (cada día un personaje famoso pinta en un estudio improvisado sobre un escenario un cuadro que luego se vende en una subasta benéfica).

## Plano de la plaza
1 — Jardín Yekateríninski
2 — Monumento de Catalina II
3 — Jardín del Palacio Aníchkov
4 — Teatro Aleksandrinski
5 — Biblioteca Nacional de Rusia
6 — Casa de Basin
7 — Sede de la Sociedad de Crédito de San Petersburgo
8 — Sede de la Sociedad de Música de Rusia
9 — Sede del Ministerio de Instrucción Popular
10 — Sede de la Dirección de Teatros Imperiales
11 — Edificio administrativo
12 — Sede de la Administración del Ferrocarril Moscú-Vindava-Rýbinsk
13 — Edificio administrativo
14 — Hotel
15—16 — Pabellones del jardín del Palacio Aníchkov

## El conjunto de la plaza
El elemento dominante de la plaza es el Teatro Aleksandrinski cuya fachada principal está orientada hacia la avenida Nevski y la meridional cierra la perspectiva de la calle Zódchego Rossi. Las imponentes columnatas de sus fachadas, las estatuas de las musas en los nichos, el friso esculpido y la cuadriga de Apolo que se eleva sobre el ático refuerzan la imagen de este edificio como un templo del arte. Ocupa un lugar destacado en el conjunto la solemne fachada de la Biblioteca Pública, una sobresaliente muestra de la síntesis de las artes en la arquitectura del clasicismo. El conjunto incluye asimismo la calle Zódchego Rossi y la plaza Lomonósova.

### Jardín Yekateríninski

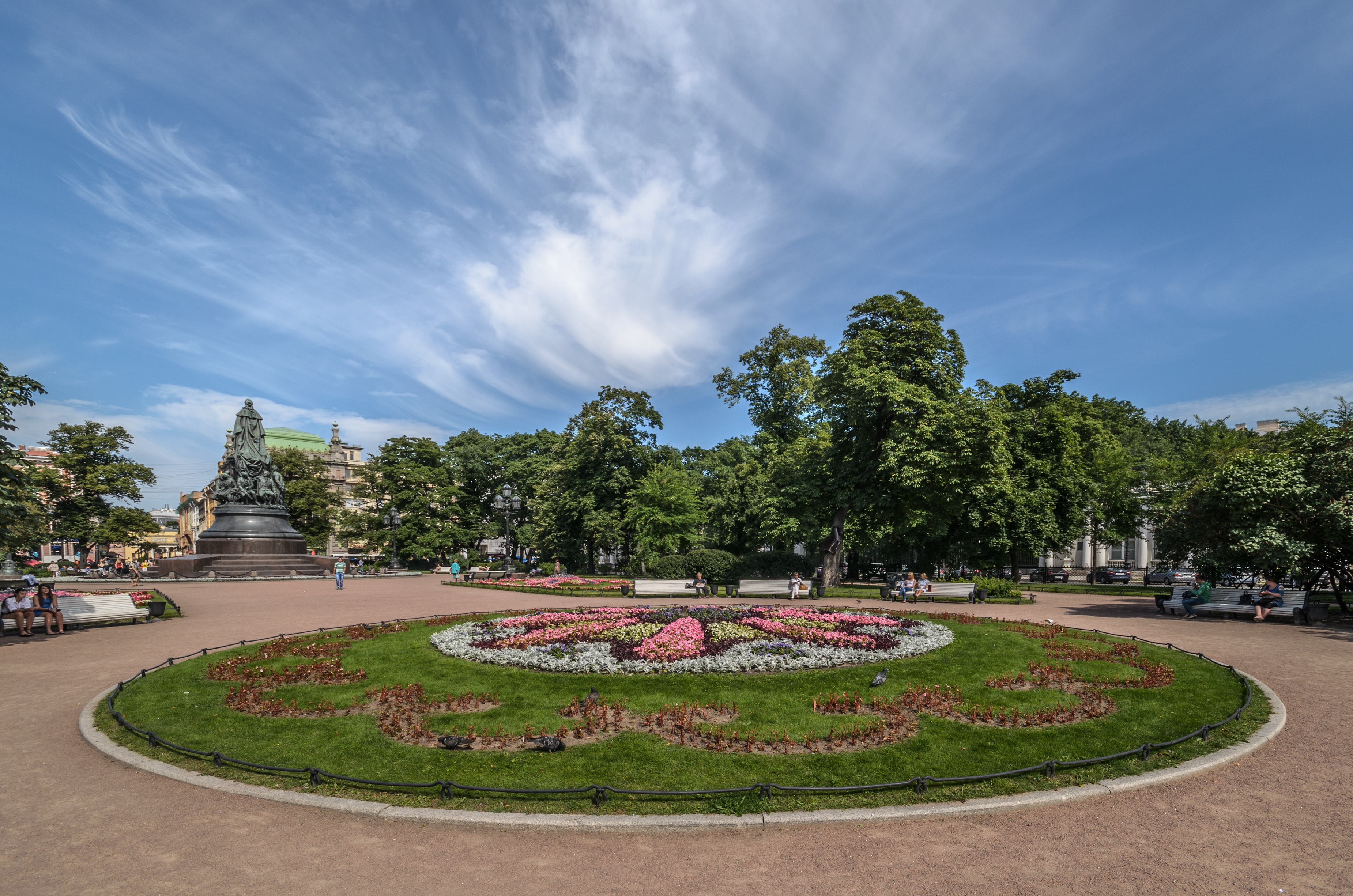
Vista desde el Teatro Aleksandrinski

En la rehabilitación de los años 1989-2001 el jardín recupera el diseño de 1878 propuesto por el vicepresidente de la Sociedad Rusa Imperial de Jardinería Eduard von Regel. Según datos de 2007 de la oficina de parques y jardines del distrito Tsentrálny de San Petersburgo la superficie total del jardín es de 9745 m², con 140 m de largo y unos 70 m de ancho. El jardín está rodeado por una valla de 424 metros lineales. Las hojas de las puertas están decoradas con monogramas de Catalina la Grande. La acera está pavimentada con adoquines y bordillos de losas de granito.
El jardín dispone de tres plazoletas redondas interconectadas ordenadas sobre el eje longitudinal y dos pares de caminitos laterales arqueados. Plantaciones florales: bulbosas (156 m²), perennes (9 m²), anuales (326 m²). Sobre una superficie común de 309 m² crecen árboles (25 olmos, 10 robles, 3 sauces, 6 castaños, 18 arces, 7 frángulas, 20 tilos) y arbustos (71 membrillos japoneses, 4 jazmines, 15 viburnos, 426 cotoneaster lucidus, 167 lilas comunes y 6 húngaras, 39 espireas, 7 rosales).

#### El monumento de Catalina ΙΙ
En el centro de la plaza se sitúa el monumento de la emperatriz Catalina II, consagrado en el año 1873, en cuya creación intervinieron Mijaíl Mikeshin, Matvéi Chizhov, Aleksandr Opekushin y David Grimm. Alrededor de la emperatriz de 4,35 metros se sitúan las figuras de nueve destacadas personalidades de la época catalina. La composición guarda relación con el Milenario de Rusia monumento creado con anterioridad por Mijaíl Mikeshin para la ciudad de Veliki Nóvgorod.

### El jardín del palacio Aníchkov
Dos pequeños pabellones construidos por Rossi en los años 1817-1818 se sitúan en las líneas límite de la plaza Ostróvskogo y sus ejes coinciden con los de los avant-corps de la sede central de la Biblioteca Pública. Las esculturas y el bajorrelieve siguen los modelos de Stepán Pímenov. Los salientes semicirculares de los pabellones, decorados con columnas jónicas, se orientan hacia el jardín. Las salas interiores de los pabellones están compartimentadas mediante columnas y tienen una inusual forma semielíptica. Los pabellones están unidos por una austera valla metálica con imágenes de águilas doradas.

### Teatro Aleksandrinski

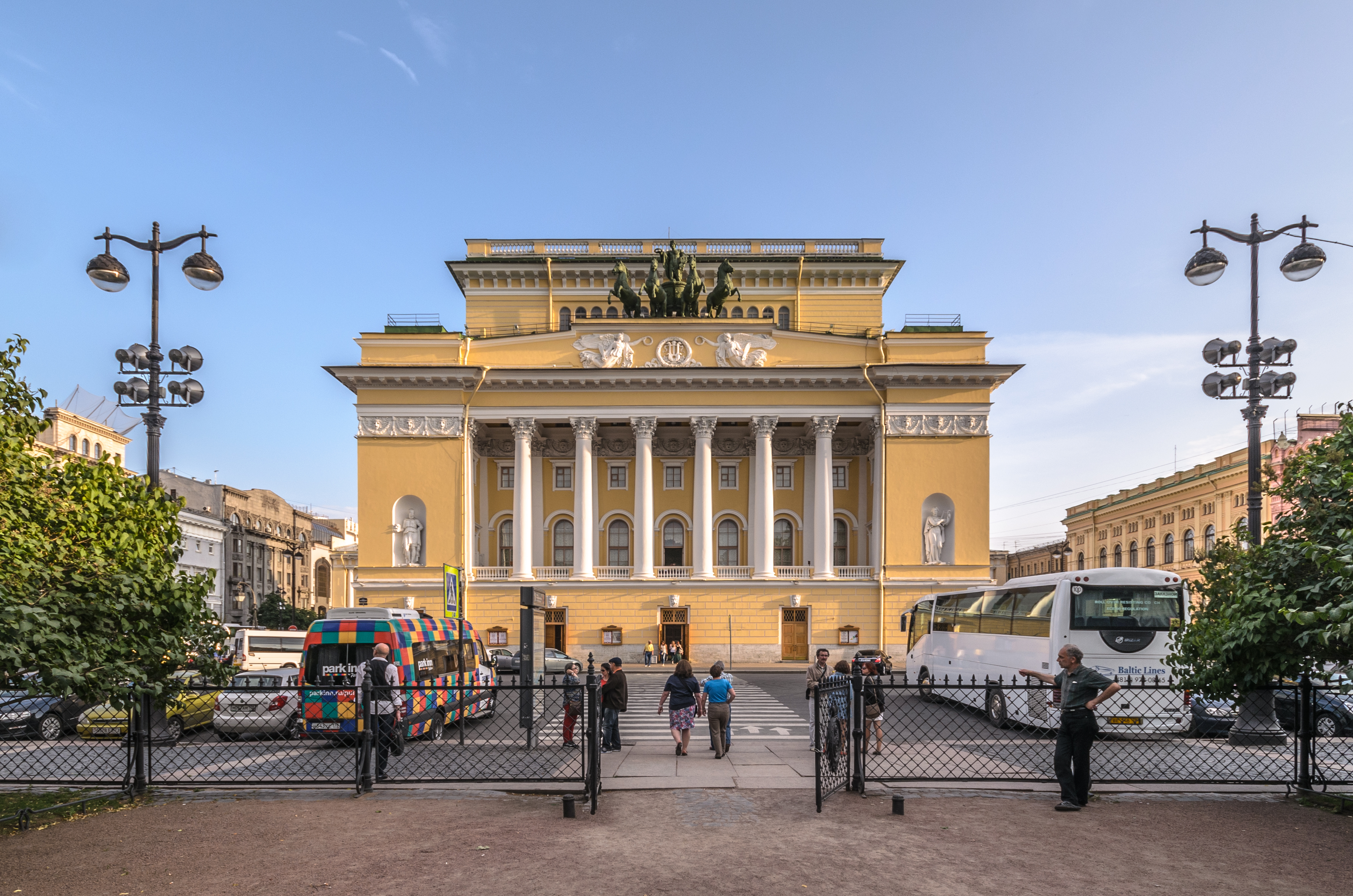
Vista del teatro desde el Jardín Yekateríninski

La construcción de la sede del Teatro Aleksandrinski (Teatro Académico del Drama A. S. Pushkin) de prolonga desde el año 1828 al 1832 y sigue el diseño del arquitecto Carlo Rossi. El teatro recibe el nombre de Aleksandrinski por la esposa del emperador Nicolás I.
La fachada principal, con una galería-logia de seis columnas que destaca con fuerza sobre el liso fondo amarillo de los muros, está orientada hacia la avenida Nevski. En nichos situados a los lados de la logia se encuentran las estatuas de las musas. Por encima de la logia los genios alados de la victoria posan una corona de laurel sobre la lira. El ático central culmina con el carro de Apolo, dios de la belleza y patrón de las artes, confeccionado con cobre en chapas según el modelo del escultor Pímenov. La fachada meridional cierra la perspectiva de la calle Zódchego Rossi.
Actualmente el edificio acoge el Teatro Académico Estatal Ruso del Drama A. S. Pushkin, la más antigua institución teatral de Rusia (creada el 30 de agosto de 1756, día de San Alejandro Nevski). El teatro ocupa esta sede desde el año 1832. En el Teatro Aleksandrinski se han estrenado prácticamente todas las obras clásicas de la dramaturgia rusa, desde "La desgracia de ser inteligente" de Griboiédov hasta las piezas de Ostrovski y Chéjov. En la actualidad el teatro es dirigido por el Artista del Pueblo Valeri Fokin.

### Biblioteca Nacional Rusa (edificios 1, 3)

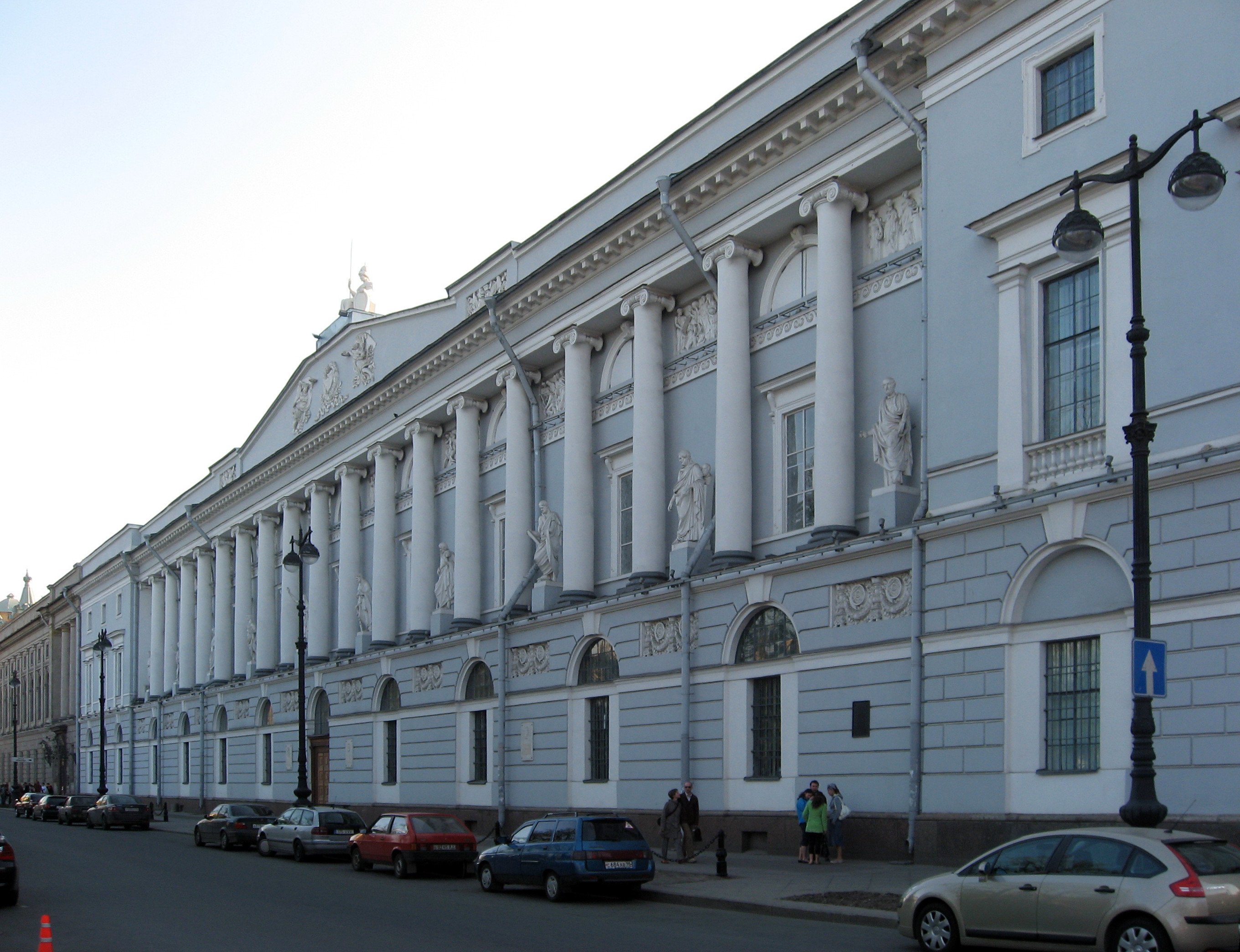
Biblioteca Nacional Rusa, fachada orientada a la plaza Ostróvskogo

En los años 1796-1801 en la esquina de la avenida Nevski con calle Sadóvaia se levanta, siguiendo el diseño del arquitecto Yegor Sokolov, la primera sede de la Biblioteca Pública. Entre 1828 y 1832 el arquitecto Carlo Rossi le añade, en un alarde de ingenio, un nuevo bloque creando un nuevo conjunto armónico. Su fachada de 18 columnas y 90 m de largo, orientada hacia la plaza Ostróvskogo, está generosamente decorada con obras escultóricas. Las logias entre las columnas acogen estatuas de científicos, filósofos, oradores y poetas de la Antigüedad: Homero, Platón, Euclides, Eurípides, Hipócrates, Demóstenes, Virgilio, Tácito, Cicerón y Heródoto. Corona la fachada la figura de Minerva, la diosa de la sabiduría. Las esculturas siguen los diseños de Pímenov, Démut-Malinovski, Gálberg, Tókarev y Krylov. En 1896-1901 junto al bloque de Rossi se levanta, siguiendo el diseño del arquitecto Vorotílov, un tercer edificio para la biblioteca con una sala de lectura de 500 plazas. Su fachada, revestida de granito, se distancia significativamente de las construcciones rossianas.
Actualmente desde la plaza Ostróvskogo se puede acceder a las salas de lectura de la Biblioteca Nacional Rusa. Siendo una de las mayores bibliotecas del mundo, esta reúne además las colecciones más completas de ediciones en lengua rusa. El fondo contiene también obras en numerosas lenguas del mundo dedicadas a las principales ramas del conocimiento científico y técnico y custodia más de 34 millones de libros y documentos.

### La casa de Basin (edificio 5)
El edificio de renta del arquitecto Basin, de estilo neorruso, fue construido en los años 1878-1879 siguiendo un diseño propio con la participación de Níkonov. El edificio posee cinco plantas, dos fachadas y bay windows rematadas con torrecillas que le dan volumen. La fachada está realizada con gran número de detalles, ventanas con variados diseños en frisos del tipo podsor, kokoshniks que coronan la cornisa, sandriks y pilares kubyshka. Las fachadas están dotadas de abundantes molduras que reproducen los motivos ornamentales de la talla de madera y el bordado rusos. El edificio ignora de forma manifiesta el conjunto del Teatro Aleksandrinski, perteneciente al clasicismo, y su pintoresca silueta, de recargada ornamentación, contrasta con las edificaciones circundantes.
Actualmente el edificio se encuentra reformado y residen en él actores y directores pertenecientes a la élite artística de San Petersburgo.

### Sede de la Sociedad de Crédito de San Petersburgo (edificio 7)
El edificio de tres plantas de la Sociedad de Crédito de San Petersburgo es levantado en el año 1879 dentro del estilo neorrenacentista siguiendo el diseño del arquitecto Viktor Schröter para la Sociedad de Crédito de San Petersburgo, la primera institución no estatal de financiación hipotecaria largoplacista del Imperio Ruso. El proyecto original es desarrollado por Eduard Kriúguer y realizado por Emmanuíl Yurguens. La imagen del edificio, construido especialmente para la institución financiera, procura transmitir la seriedad, fiabilidad y el poder financiero de la misma. En la planificación se recurre a soluciones que conectan todos los departamentos de la entidad bancaria y facilitan la atención al cliente en mostradores de los cajeros situados por el perímetro del inmueble.
Tras la revolución se instala en el edificio el Departamento de Economía Pública de Petrogrado y, desde los años 50, la dirección de la empresa urbana de metro Lenmetrostrói. Desde el año 1993 el edificio está arrendado al Banco de San Petersburgo.

### Sede de la Sociedad Rusa de Música (edificio 9)
En el año 1874 un edificio de cuatro plantas es levantado para la Sociedad Imperial Rusa de Música según el diseño del arquitecto Georg von Winterhalter. En el período 1876-1900 se aloja en el mismo la Sociedad Eslava de Beneficencia.
Actualmente es un edificio de viviendas. La planta baja está ocupada por la oficina del Comité de Vivienda del Gobierno de San Petersburgo.
El 16 de marzo de 2007 se inaugura frente al edificio el monumento del Barrendero del siglo XIX. El monumento, de mármol blanco es obra del escultor Yan Neyman. Está previsto su traslado a otra ubicación.
|                                                 |                                                            |                                    |
| Sede de la Sociedad Rusa de Música (edificio 9) | Sede de la Sociedad de Crédito de Petersburgo (edificio 7) | Casa de Nikolái Basin (edificio 5) |

### El nuevo hotel
En 2005 comienza, siguiendo el diseño del arquitecto Guerásimov, la construcción de un hotel de cinco estrellas, con 71 habitaciones, siete plantas y una altura de 28 m, realizado en piedra caliza de color claro al estilo del palazzo italiano. Hasta la tercera planta el edificio es destinado a instalaciones de uso público y al complejo de ocio, de la cuarta a la séptima se disponen las habitaciones del hotel, y en la planta sótano se sitúa un aparcamiento de 20 plazas. La séptima planta, la superior, es un ático de apartamentos con acristalamiento de vidrio continuo entre los frontones. En su construcción se ha empleado granito natural y piedra caliza, así como vidrio aislante en carcasas de madera y aluminio.
En el año 2012 la compañía Gazprom Éksport compra el hotel y lo reconvierte en un edificio de oficinas de clase A.

### Edificio 2А
Edificio de cuatro plantas levantado en los años 80.

### Sede de la administración del Ferrocarril Moscú-Vindava-Rýbinsk (edificio 2)
El edificio, de estilo neoclásico, es levantado entre 1911 y 1912 según el diseño de Aleksandr Grechánnikov para la administración del Ferrocarril Moscú-Vindava-Rýbinsk. Está revestido de granito de color gris oscuro, en la línea del neoclásico moderno, y repite en la ornamentación de sus fachadas los elementos decorativos del imperio: máscaras leoninas, coronas, guirlandas, cuernos de la abundancia; Figuras de la Victoria coronan el monograma del ferrocarril. Actualmente el edificio acoge la administración del Ferrocarril Oktiábrskaia.

### Edificio 4
Edificio público construido en el año 2000.
|             |                                                                              |                                  |
| Edificio 2А | Sede de la administración del Ferrocarril Moscú-Vindava-Rýbinsk (edificio 2) | Edificio de esquina (edificio 4) |

### Sede del Ministerio de Instrucción Popular (edificio 11) y sede de la Dirección de Teatros Imperiales (edificio 6)

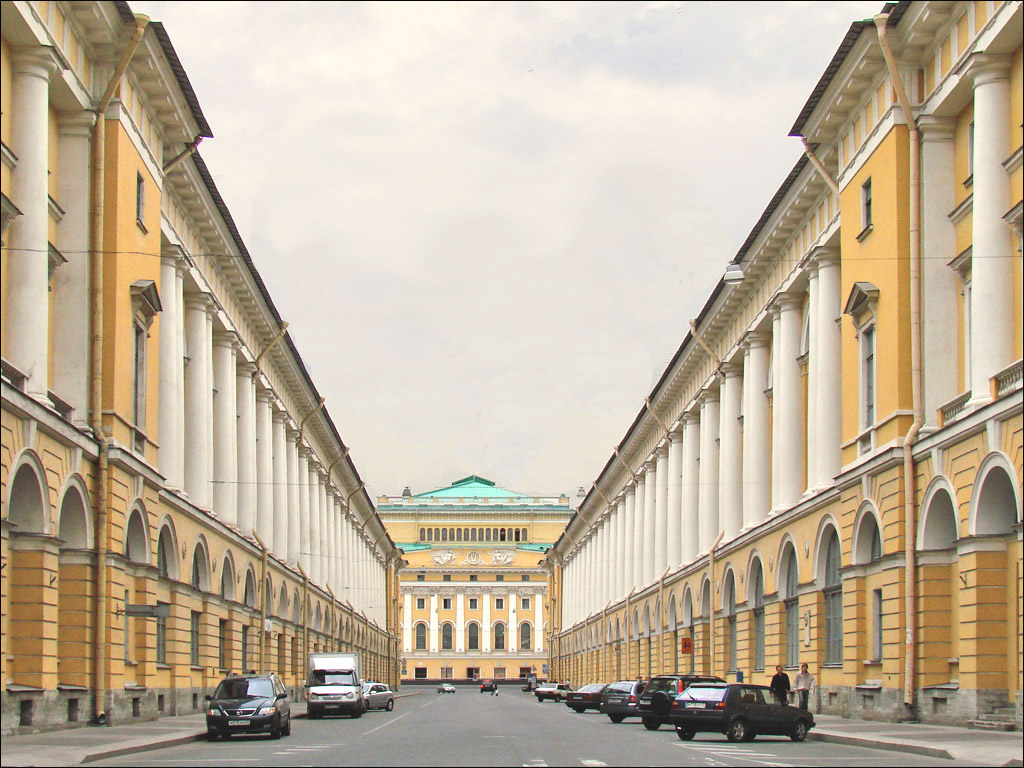
Calle Zódchego Rossi vista desde la plaza Lomonósova

Tras el Teatro Aleksandrinski se sitúa una bellísima calle que lleva el nombre de su creador: el arquitecto Carlo Rossi. Está flanqueada por dos edificios administrativos gemelos levantados entre 1828 y 1834 siguiendo el diseño del arquitecto Carlo Rossi. Las fachadas de los edificios destacan por la sencillez, austeridad y concisión de sus formas arquitectónicas. El bloque del lado impar acogió el Ministerio de Instrucción Popular (actualmente es la sede del Comité de Vivienda y del Comité de Inversiones y Proyectos Estratégicos del Gobierno de San Petersburgo).
En el lado par se situó la Dirección de los Teatros Imperiales. Actualmente acoge el Museo Estatal de Música y Teatro de San Petersburgo y la Academia Vagánova de Ballet. El museo fue creado en el año 1908 y ocupa la sede actual desde 1918. Se especializa en la recogida y exposición de materiales relacionados con la Historia de la escena musical y teatral rusa. El museo organiza excursiones y conferencias sobre la Historia del teatro, veladas de remembranza, conciertos de cámara, encuentros con destacados actores, músicos y pintores, actuaciones de monologuistas. En el mismo edificio se encuentra la Biblioteca Teatral Estatal de San Petersburgo. Constituida en el año 1756 como biblioteca de repertorio. El fondo del museo cuenta con más de 700 mil piezas: ediciones raras y especialmente valiosas, archivos personales de figuras destacadas del teatro, colecciones de programas teatrales y carteles, manuscritos, bosquejos de decorados y vestuarios de espectáculos, una recopilación de rarísimos ejemplares de prensa teatral e imágenes fotográficas únicas.

## La plaza en la literatura y la cultura popular
Está relacionado con la plaza el ensayo "Plaza Ostróvskogo. Un fotorromance con Volker Schlöndorff", del escritor contemporáneo Aleksandr Ílyanen.
En el siglo XIX circuló entre los vecinos el siguiente acertijo en verso:
¿Dónde esá esa dama,

 Que por detrás tiene el drama,

 A la izquierda, la instrucción,

 A la derecha, la diversión,

 Pero por delante no es para cualquiera?
(el teatro por delante, la Biblioteca Pública a la izquierda, el Jardín para el esparcimiento a la derecha, la sede de la Sociedad Mercantil "Los Hermanos Yeliséiev" delante).
En el poema "Lejos de ti, Petersburgo" Nikolái Agnívtsev dedica a la plaza Ostróvskogo los siguientes versos:
¿Y el trono de la Cleopatra Rusa

 en tu jardín?.. Y frente

 al Teatro Aleksandrinski

 ¿el macizo inquebrantado?

## Transporte
Ningún medio de transporte público atraviesa la plaza en la actualidad.
Las paradas de metro más cercanas: Gostiny Dvor en la línea  con salida a la esquina de la avenida Nevski con calle Sadóvaia. Desde esta estación se puede hacer transbordo a la parada Nevski Prospekt de la línea  cuyos pasajeros también pueden utilizar dicha salida. La distancia entre la salida del metro y el centro de la plaza es de unos 160 m.
En la avenida Nevski, junto a la plaza, se sitúa la parada de transporte público terrestre Dvoréts Tvórchestva Yúnyj en la que efectúan parada los autobses n.º 3, 7, 22, 27, 181 y los trolebuses n.º 1, 5, 7, 10, 11, 22.

## Enlaces
- Островского площадь — artículo de la Enciclopedia de San Petersburgo
- Здания, люди, события

- Datos: Q4365690
- Multimedia: Ostrovsky Square / Q4365690